# Panzer II
El Panzer II fue un tanque ligero desarrollado en Alemania en los años 1930, utilizado en la Segunda Guerra Mundial. El nombre es una abreviación de su designación oficial en alemán Panzerkampfwagen II (vehículo de combate blindado modelo II), abreviado como PzKpfw II. La designación del inventario de vehículos militares alemanes para este tanque era Sd.Kfz. 121. Se diseñó como recurso provisional mientras se desarrollaban otros tanques y tuvo un papel importante en los primeros años del conflicto, durante las campañas de Polonia y Francia. A finales de 1942 se retiró del frente de batalla, y la producción del tanque cesó en 1943, aunque su chasis fue utilizado para otros vehículos blindados.

## Historia
En 1934, los retrasos en el diseño y la producción del Panzer III y Panzer IV llegaron a ser evidentes. Se solicitaron diseños para un sustituto provisional a Krupp, MAN, Henschel y Daimler-Benz. El diseño final estaba basado en el Panzer I, pero con una torreta de mayor tamaño que montaba un cañón antitanque de 20 mm. La producción comenzó en 1935, pero se tardó otros dieciocho meses hasta que se entregase el primer tanque listo para combate.
El Panzer II fue el carro de combate principal en las divisiones Panzer alemanas al principio de la Batalla de Francia, hasta que fue reemplazado por los Panzer III y IV en 1940/41. Posteriormente, el Panzer II se usó con eficacia como tanque de reconocimiento. Estuvo en las campañas alemanas en Polonia, Francia, Dinamarca, Noruega, el Norte de África y Rusia. Tras ser retirado de la línea del frente, se empleó en líneas secundarias y para patrullas.

## Diseño

### Blindaje
El Panzer II A, B y C tenía 14 mm de blindaje de acero homogéneo en los laterales, el frente y la parte posterior; y 10 mm en las partes superior e inferior. Este blindaje era ineficaz contra cualquier arma de mayor calibre que una ametralladora, por lo que a partir del modelo D se incrementó el blindaje frontal a 30 mm. El modelo F tenía 35 mm en el frente y 20 mm en los laterales.

### Armamento

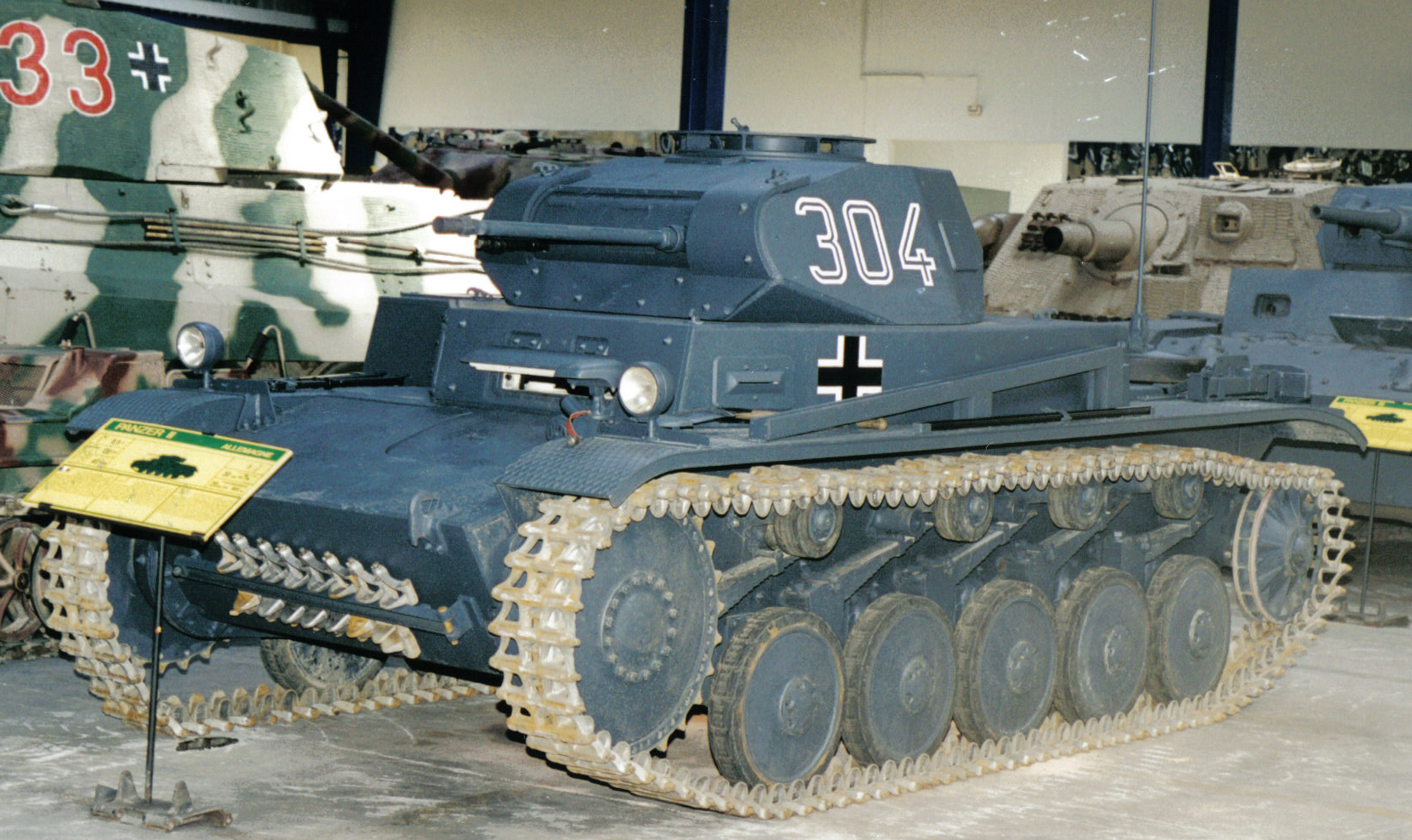
Panzer II con el cañón de 20 mm.

La mayoría de las versiones del Panzer II estaban armadas con un cañón automático de 20 mm KwK 30 L/55. Algunas versiones posteriores utilizaban el cañón similar KwK 38 L/55. Este cañón estaba basado en el cañón automático Flak 30 de 20 mm, que podía realizar 280 disparos por minuto, una cadencia de tiro muy elevada para un tanque. El Panzer II tenía además una ametralladora de 7,92 mm montada coaxialmente con el cañón principal.
El cañón automático de 20 mm era ineficaz contra la mayoría de los carros de combate aliados, y se comenzaron a realizar experimentos para sustituirlo por un cañón de 37 mm, pero no se llevó a cabo. Los prototipos estaban construidos con un cañón de 50 mm, pero para entonces el Panzer II había sobrevivido a su utilidad como tanque a pesar de su armamento. El mayor éxito fue reemplazar la munición explosiva antiblindaje estándar por una munición de núcleo de tungsteno, pero debido a la escasez del material, los suministros de este proyectil eran escasos.
En un desarrollo posterior como cañón autopropulsado se consideró montar un cañón anticarro PaK 38 de 50 mm, pero era insuficiente en ese momento, y se instaló un cañón mayor, PaK 36 (r) de 76,2 mm como un sustituto efectivo. La producción principal de la versión antitanque llevaba un PaK 40 de 75 mm que era muy eficaz. El montaje de artillería comenzó con unos cuantos cañones SIG 33 de 150 mm, pero finalmente se utilizó como arma principal el leFH 18 de 105 mm más eficaz montado en el chasis del Panzer II. La mayoría de estas versiones conservaban la ametralladora MG34 de 7,92 mm como defensa antiaérea y contra infantería.

### Movilidad

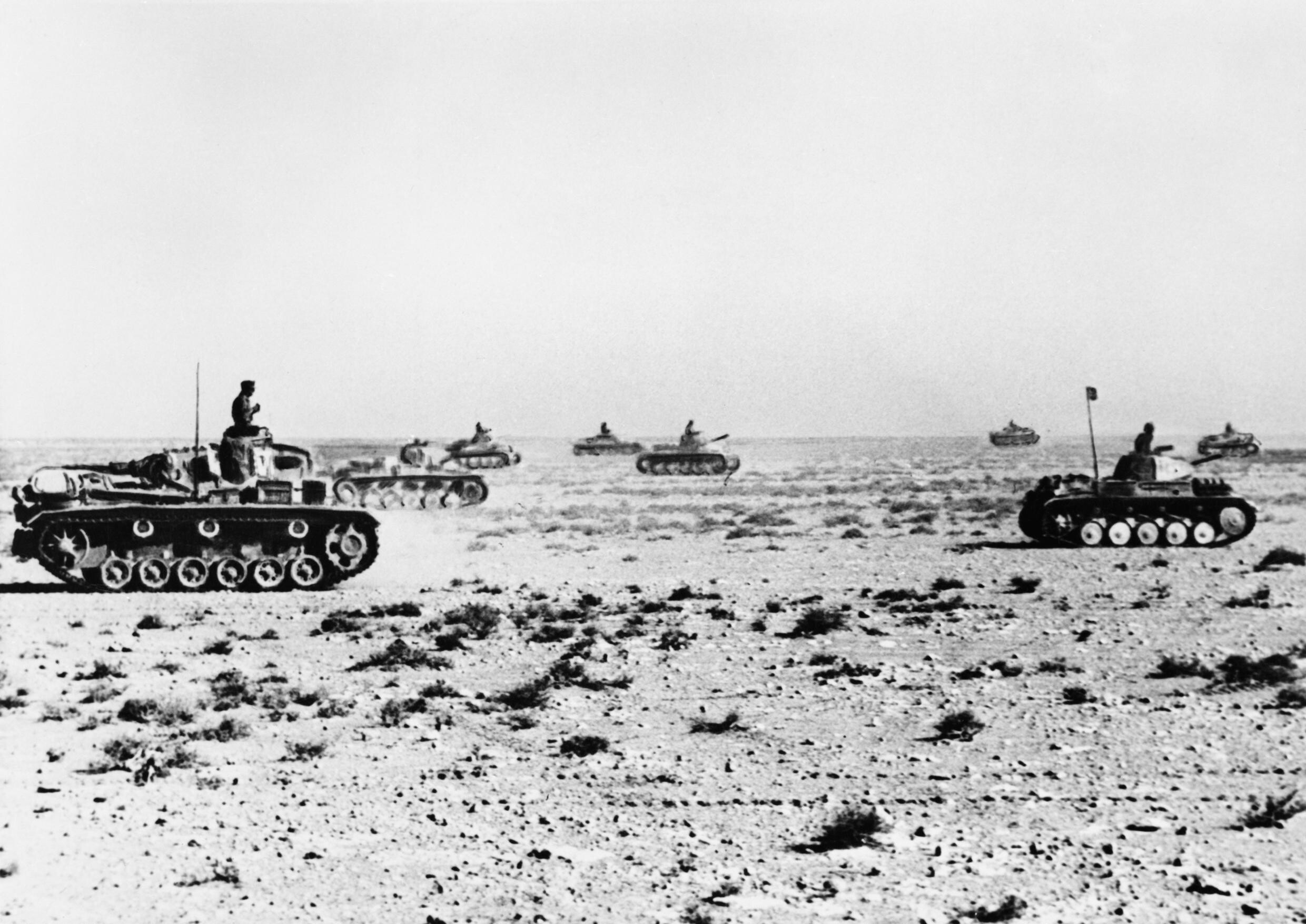
Panzers II en África.

Todas las versiones en producción del Panzer II utilizaban como planta motriz un motor Maybach de gasolina y seis cilindros HL 62 TRM que proporcionaba 140 CV y una transmisión de ZF. Los modelos A, B y C alcanzaban una velocidad máxima de 40 km/h. Los modelos D y E tenían una suspensión Christie y una mejor transmisión, alcanzando una velocidad de 55 km/h en carretera, pero a campo traviesa eran más lentos que los modelos anteriores, por lo cual el modelo F volvió a usar la suspensión de resorte de láminas. Todas las versiones tenían una autonomía de 200 km.
El Panzer II tenía una tripulación de tres personas. El conductor se sentaba en la parte delantera del casco. El comandante se situaba en un asiento en la torreta y era el responsable de apuntar y disparar las armas, mientras que el cargador/operador de radio se sentaba en la base del tanque bajo la torreta.

## Variantes

### Modelos de desarrollo y producción limitada
Nota: El término alemán Ausf. es una abreviatura de Ausführung, que significa versión.
Panzer II Ausf. a (PzKpfw IIa)
El Panzer II Ausf. a (nótese la diferencia con el modelo Ausf. A) era la primera versión de producción limitada del Panzer II construida, y estaba dividida en tres subvariantes. El Ausf. a/1 fue el primero fabricado con una rueda de piñón fundida con un neumático de caucho, pero fue sustituido después de diez ejemplares por una pieza soldada. El Ausf. a/2 mejoraba los problemas de acceso al motor. El Ausf. a/3 incluía una suspensión mejor y refrigeración del motor. En general, las especificaciones de los modelos del Ausf. a eran similares, y se produjeron un total de 75 unidades entre mayo de 1936 y febrero de 1937 por Daimler-Benz y MAN.
| Tripulación          | 3 |
| Motor                | Maybach HL 57 TR con transmisión de 6 marchas y reversa                                              |
| Peso                 | 7,6 t                                                                                                |
| Dimensiones          | 4,38 m (largo) × 2,14 m (ancho) × 1,95 m (alto)                                                      |
| Velocidad            | 40 km/h                                                                                              |
| Autonomía            | 200 km                                                                                               |
| Comunicaciones       | Radio FuG 5                                                                                          |
| Armamento principal  | Cañón 2 cm KwK 30 L/55 con óptica TZF4 montado en la torreta                                         |
| Armamento secundario | MG 34 de 7,92 mm montada coaxialmente con el cañón                                                   |
| Munición             | 180 proyectiles de 20 mm y 2250 proyectiles de 7,92 mm                                               |
| Torreta              | Giro de 360°, con elevación de +20º y depresión de -9,5º                                             |
| Blindaje             | 13 mm en el frontal, laterales y parte trasera; 8 mm en la parte superior; 5 mm en la parte inferior |

Panzer II Ausf. b (Pz.Kpfw. IIb)
El Panzer II Ausf. b era la segunda serie limitada de producción que incorporaba otros progresos, sobre todo centrados en una reconstrucción de los componentes de suspensión dando una cadena más ancha y un casco más largo. La longitud aumentó a 4,76 m, manteniendo constantes las otras dimensiones. Además, se utilizó un motor Maybach HL 62 TR con nuevos componentes en la transmisión. El blindaje de la cubierta de la torreta y la superestructura aumentó a 10-12 mm, incrementando el peso a 7,9 Tm. Se construyeron 25 unidades por Daimler-Benz y MAN entre febrero y marzo de 1937.
Panzer II Ausf. c (Pz.Kpfw. IIc)
El Ausf.c fue la última serie de producción limitada para desarrollo y era casi idéntico a la configuración de producción en masa, con cambios importantes en la suspensión y las orugas. La longitud aumentó hasta los 4,81 m, la anchura a 2,22 m y la altura se mantuvo en 1,99 m. Al menos se fabricaron 25 unidades de este modelo entre marzo y julio de 1937.

### Modelos de producción principal

#### Panzer II Ausf. A, B y C
- Panzer II Ausf. A (PzKpfw IIA)

El primer modelo real en producción, el Ausf. A incluía una mejora en el blindaje con 14,5 mm en los lados y la base, y una transmisión mejor. El Ausf. A entró en producción en julio de 1937.
- Panzer II Ausf. B (PzKpfw IIB)

El Panzer II Ausf. B (también conocido como Pz Kpfw I Ausf B - Sd.Kfz. 121) sustituyó al Ausf. A en la producción a partir de diciembre de 1937. Aunque sigue siendo visto como un modelo de preproducción, era de hecho una serie de mejoras a los problemas de las tres variantes del primer modelo. La suspensión recibió una cadena más ancha, aumentando su longitud aumentó a 4,76 m (pero manteniendo las otras dimensiones constantes). Se le dotó del motor Maybach HL 62 TR con nuevos componentes en la transmisión en lugar del anterior HL57TR, se mejoró el sistema de refrigeración de gases de escape y el ajuste de las pistas, con 6 ruedas agrupadas en 3 plataformas en cada una de las partes; se le añadió unas cuantas de ruedas de rodillos, se aumentó el chasis (la parte posterior de cada guardabarros es de bisagra para poder plantear y evitar la acumulación de barro) y se le dotó de una serie de puntos de anclaje, entre otros. El blindaje de la cubierta de la torreta y la superestructura aumentó a 10-12 mm, incrementando el peso a 7,9 toneladas. Se construyeron 25 unidades por Daimler-Benz y MAN entre febrero y marzo de 1937.
- Panzer II Ausf. C (PzKpfw IIC)

El Panzer II Ausf. C fue el modelo en producción estándar entre junio de 1938 y abril de 1940, con cambios de menor importancia sobre el Ausf. B. Se fabricaron un total de 1113 unidades de los modelos Ausf. c, A, B y C entre marzo de 1937 y abril de 1940 por Alkett, FAMO, Daimler-Benz, Henschel, MAN, MIAG y Wegmann. Estos modelos eran casi idénticos y fueron utilizados alternativamente en el servicio.

#### Panzer II Ausf. D y E
- Panzer II Ausf. D (PzKpfw IID)

El Ausf. D tenía una nueva suspensión Christie con cuatro ruedas, y fue diseñado como tanque de caballería con tareas de búsqueda y reconocimiento. Solo la torreta era igual a la del Ausf. C, con un nuevo diseño de la barcaza y un motor Maybach HL 62 TRM con cambio de marchas de siete velocidades y reversa. El diseño era más corto con 4,65 m, pero más ancho, 2,3 m, y alto 2,06 m que el Ausf. C. La velocidad máxima que alcanzaba era de 55 km/h. Se fabricaron un total de 43 Ausf. D y Ausf. E entre mayo de 1938 y agosto de 1939 por MAN y sirvieron en Polonia. Fueron retirados en marzo de 1940 para ser convertidos a otros tipos.
- Panzer II Ausf. E (PzKpfw IIE)

Similar al Ausf. D, el Panzer II Ausf. E mejoraba algo la suspensión, pero era igual en los demás aspectos al Ausf. D.

#### Panzer II Ausf. F
El Panzer II Ausf. F (PzKpfw IIF) estaba diseñado como tanque de reconocimiento, continuando el diseño convencional del Ausf. C. El casco fue rediseñado con una plancha de 35 mm en la parte frontal, y el blindaje de la superestructura y la torreta era de 30 mm en el frente y 15 mm en los laterales y la parte posterior. Se realizaron cambios menores en la suspensión y en la nueva cúpula del comandante. El peso se incrementó en 9,5 Tm y se fabricaron 524 unidades desde marzo de 1941 hasta diciembre de 1942.

#### Panzer II Flamm
El Flamm se basaba en la misma suspensión que los Ausf. D y Ausf E, aunque utilizaba una nueva torreta que montaba una MG34 de 7,92 mm y dos lanzallamas en pequeñas torretas en cada esquina frontal del vehículo. Cada lanzallamas podía cubrir un arco de 180°. Llevaba 1500 balas de 7,92 mm y 320 L de combustible para los lanzallamas en cuatro tanques, que estaban en cajas blindadas en los laterales de la superestructura. El blindaje era de 30 mm en la parte frontal y 14,5 mm en los laterales y la parte posterior, aunque en los laterales y parte trasera de la torreta era de 20 mm. El peso del vehículo era de 12 Tm y las dimensiones de 4,9 m de longitud, 2,4 m de anchura y 1,85 m de altura. Existían dos variantes, Ausf. A y Ausf. B, que solo se diferenciaban en cambios menores en la suspensión. Se construyeron 155 unidades Flamm entre enero de 1940 y marzo de 1942, aunque 43 de ellas usaban el chasis de tanques Ausf. D y Ausf. E.

#### Panzer II Ausf. L "Luchs"

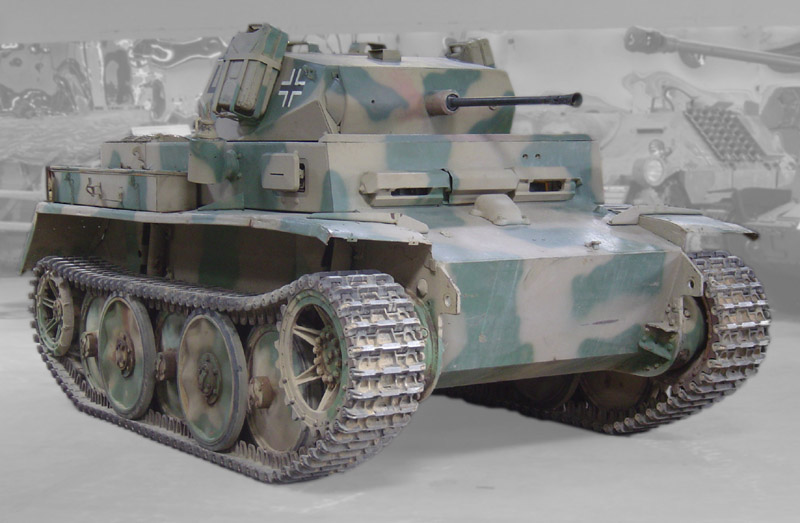
Panzer II Ausf. L (Luchs) en el Museo de Blindados de Saumur.

El Panzer II Ausf. L (PzKpfw IIL) era un tanque ligero de reconocimiento, que se fabricó entre septiembre de 1943 y enero de 1944 con un total de 100 unidades, además de la conversión de cuatro tanques Ausf. M. Su designación experimental era VK1303, y fue adoptado bajo el nombre de Panzerspähwagen II, aunque recibió el alias de Luchs (Lince). El Lince era más grande que el Ausf. G (longitud 4,63 m; altura 2,21 m; ancho 2,48 m) y pesaba 13 Tm; estaba equipado con un cañón de 20 mm y 330 balas, 2250 balas 7,92 mm para ametralladora, y podía alcanzar los 60 km/h, con una autonomía de 290 km
- Luchs 5 cm : un intento de montar el KwK 39 L / 60 de 5 cm en una torreta diferente. Nunca producido.
- Bergepanzer Luchs : una versión de vehículo blindado de recuperación de los Luchs. Nunca producido.
- Flakpanzer Luchs (VK 13.05):se fabricóun tanque antiaéreo basado en un chasis alargado de los Luchs y armado con el cañón Flakvierling de 20 mm o Flak 36 de 37 mm , pero este proyecto nunca se realizó.

### Artillería autopropulsada basada en el chasis del Panzer II
15 cm sIG 33 auf Fahrgestell Panzerkampfwagen II (Sf)
El prototipo era un diseño de Panzer II sin torreta con un cañón sIG 33 de 150 mm. Se utilizó el chasis de un tanque Ausf. B pero era insuficiente para el montaje. Se construyó un nuevo chasis, más alargado con una rueda adicional denominado Fahrgestell Panzerkampfwagen II. El blindaje de 15 mm en la superestructura era suficiente contra armas pequeñas y metralla. Se fabricaron 12 unidades entre noviembre y diciembre de 1941.
Especificaciones
- Tripulación: 4
- Motor: Maybach HL 62 TRM con transmisión de 6 marchas y reversa
- Peso: 11,2 Tm
- Dimensiones: longitud 5,41 m; anchura 2,6 m; altura 1,9 m
- Movilidad: velocidad 40 km/h; autonomía 160 km
- Armamento principal: cañón sIG L/11 de 150 mm con óptica Rblf36 y 30 disparos
- Armamento secundario: MG34 de 7,92 mm
- Blindaje: 30 mm en el frontal; 15 mm en la protección del cañón, en los laterales y parte trasera; 5 mm en suelo

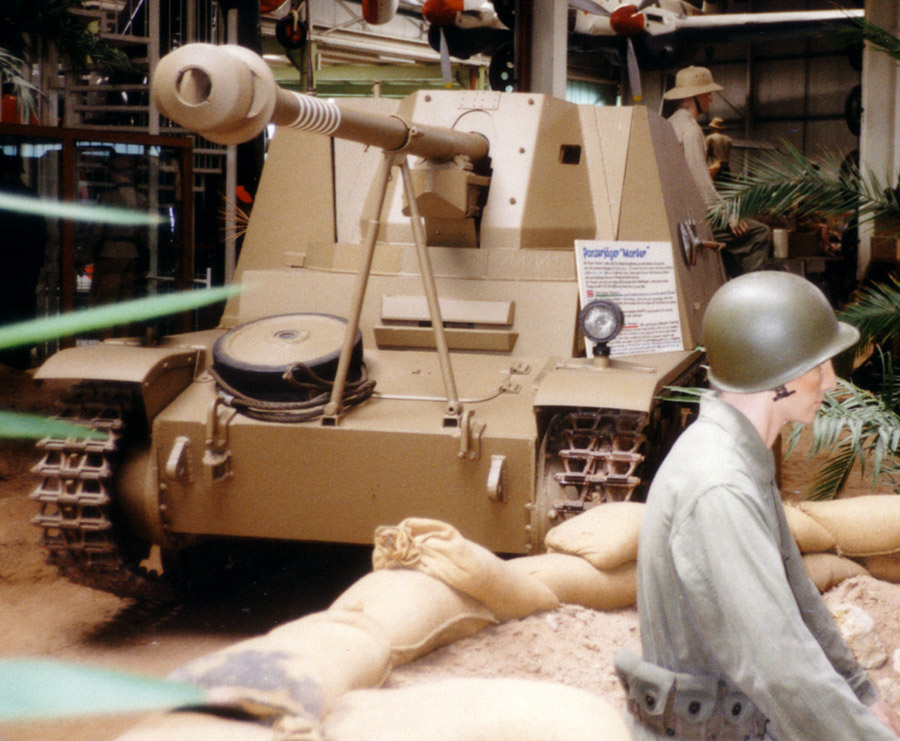
Marder II.

7,62 cm PaK 36(r) auf Fahrgestell Panzerkampfwagen II Ausf. D/E (Sd.Kfz. 132)
Tras la falta de éxito con los tanques convencionales y las variantes de lanzallamas con la suspensión Christie, se decidió utilizar los chasis restantes para montar cañones anticarro soviéticos que se habían capturado. El casco y la suspensión no se modificaron en los primeros modelos, pero la superestructura aumentó en tamaño para colocar un cañón antitanque soviético de 76,2 mm. Solo se desarrolló como una solución interna, pues el tanque era demasiado alto y poco blindado, pero utilizaba un arma de gran potencia de fuego.
Especificaciones
- Tripulación: 4
- Motor: Maybach HL 62 TRM con transmisión de 7 marchas y 3 reversas
- Peso: 11,5 Tm
- Dimensiones: longitud 5,65 m; anchura 2,3 m; altura 2,6 m
- Movilidad: velocidad 55 km/h; autonomía 220 km
- Comunicaciones: radio FuG Spr d
- Armamento principal: cañón de 76,2 mm PaK 36 (r) L/51,5 con óptica ZF3 de tres aumentos
- Armamento secundario: MG34 de 7,92 mm
- Munición: 30 proyectiles de 76,2 mm, 900 balas de 7,92 mm
- Campo de fuego: giro de 50°, con elevación de +16º y depresión de -5º
- Blindaje: 30 mm en el chasis frontal y la superestructura, 14,5 mm en los laterales y parte trasera; 5 mm en la parte inferior

7,5 cm PaK 40 auf Fahrgestell Panzerkampfwagen II (Marder II) (Sd.Kfz. 131)
Mientras que el PaK 36 (r) era un buen sustituto, el PaK 40 de 75 mm montado en el chasis de un Ausf. F resultó ser un arma mucho más eficaz. La producción ascendió a 576 unidades entre junio de 1942 y junio de 1943, además de la conversión de 75 tanques tras la parada de producción. El trabajo fue realizado por Daimler-Benz, FAMO y MAN. La superestructura mejorada para el 76,2 mm le daba un perfil bajo. El Marder II fue una pieza clave y sirvió en todos los frentes hasta el final de la guerra.
5 cm PaK 38 auf Fahrgestell Panzerkampfwagen II
Diseñado como cazacarros ligero, los dos prototipos fueron entregados en 1942, pero el cañón de 50 mm no era suficiente y el programa fue cancelado a favor de armas de 75 mm. Este modelo fue concebido de igual manera que el Marder II; el PaK 38 de 50 mm era una solución conveniente para crear un cañón antitanque con el chasis del Panzer II. Sin embargo, el cañón anticarro de 75 mm era mucho más efectivo, y esta opción era menos útil.

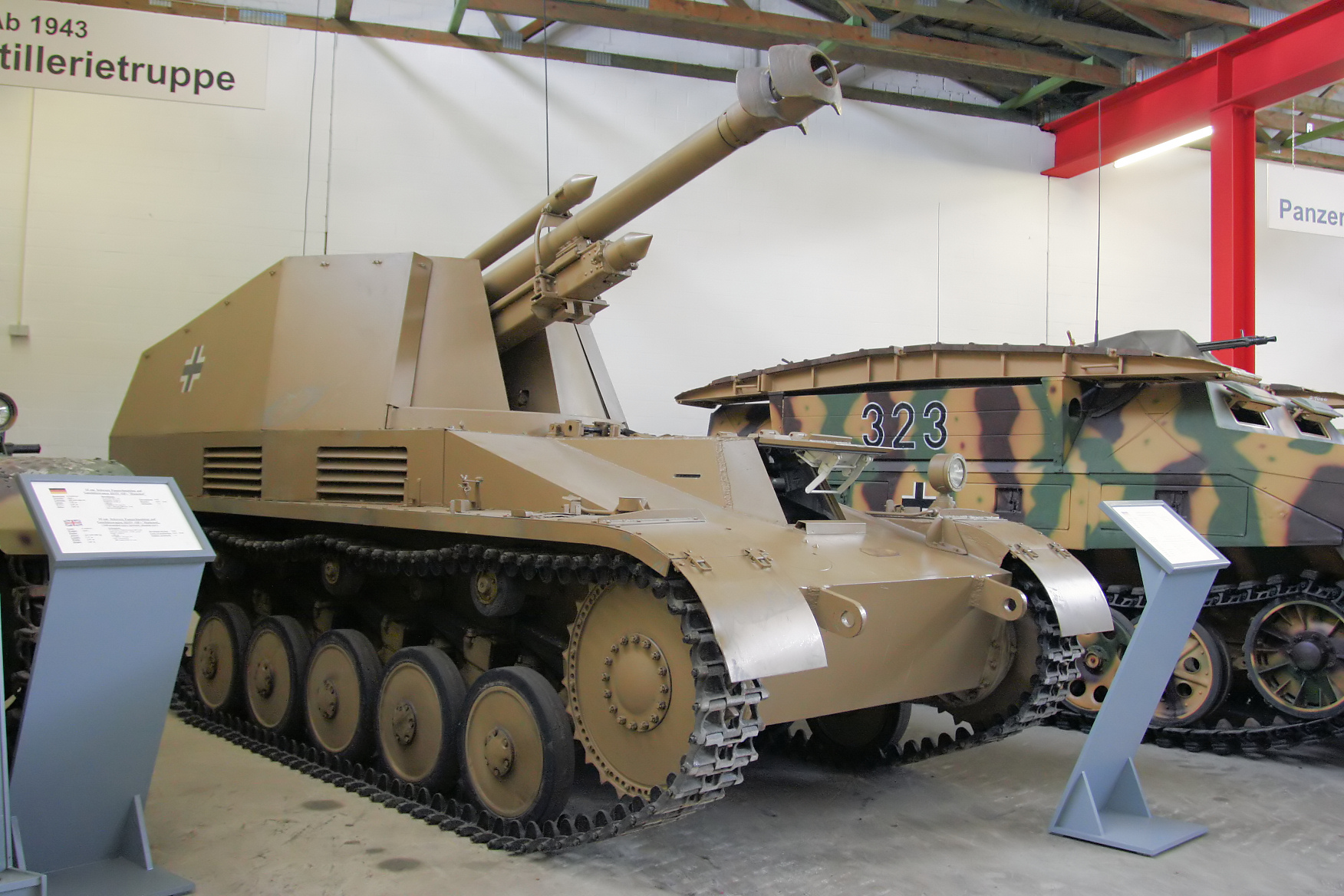
Sd.Kfz. 124 Wespe.

Leichte Feldhaubitze 18 auf Fahrgestell Panzerkampfwagen II (Wespe)
Tras el desarrollo del Fahrgestell Panzerkampfwagen II para montar el sIG 33, Alkett diseñó una versión que utilizaba un cañón leichte Feldhaubitze 18/2 de 105 mm (leFH 18) en una superestructura. El Panzer II sirvió como chasis para esta arma y se convirtió en el obús autopropulsado de 105 mm más extendido de Alemania. Entre febrero de 1943 y junio de 1944 se fabricaron 676 Wespe por FAMO y sirvieron en los frentes de combate principales.
Munitions Selbstfahrlafette auf Fahrgestell Panzerkampfwagen II
Para apoyar a los Wespe, una cantidad de chasis de éste fueron completados pero sin la instalación del obús, para servir como transportes de munición. Podían transportar 90 proyectiles de 105 mm, y se fabricaron 159 unidades junto con los Wespe. Algunas de estas unidades se convirtieron en el campo de batalla añadiéndoles el leFH 18 si era necesario.

### Modelos de producción limitada, experimentales y prototipos
Panzerkampfwagen II mit Schwimmkörper
En uno de los primeros intentos de Alemania de desarrollar un tanque anfibio, el Schwimmkörper era un aparato creado por Gebr. Sachsenberg que consistía en dos grandes pontones unidos a cada lado de un Panzer II. Estos tanques era sellados y se modificaba la salida del motor y la refrigeración. Estos tanques modificados fueron entregados al 18.º Regimiento Panzer que se creó en 1940. Sin embargo, tras la cancelación de la Operación León Marino, los tanques fueron utilizados de forma habitual en el frente oriental.
Panzer II Ausf. G (PzKpfw IIG)
La cuarta y última configuración de suspensión utilizada en los Panzer II era la de cinco ruedas entrelazadas denominada Schachtellaufwerk en alemán. Se empleó como base para el rediseño del Panzer II en un tanque de reconocimiento rápido. El Ausf. G fue el primer Panzer II que usó esta configuración, y fue desarrollado con la designación experimental de VK901. No hay informes de que el Ausf. G fuese enviado a unidades de combate y solo se fabricaron doce vehículos entre abril de 1941 y febrero de 1942 por MAN.
| Tripulación          | 3                                                                              |
| Motor                | Maybach HL 66 P con transmisión de 5 marchas y reversa                         |
| Peso                 | 10,5 t                                                                         |
| Dimensiones          | 4,24 m (largo) × 2,38 m (ancho) × 2,05 m (alto)                                |
| Velocidad            | 50 km/h                                                                        |
| Autonomía            | 200 km                                                                         |
| Armamento principal  | Ametralladora MG 141 de 7,92 con óptica TZF10 montada en la torreta            |
| Armamento secundario | Ametralladora MG 34 de 7,92 mm montada coaxialmente con el armamento principal |
| Blindaje             | 30 mm en el frontal y 15 mm en los laterales y parte trasera                   |

Panzer II Ausf. H (Pz.Kpfw. IIH)
El Ausf. H (designación experimental VK903) era un intento de un modelo de producción del Ausf. G con el blindaje incrementado a 20 mm en los laterales y la parte posterior, y una nueva transmisión similar a la del Panzer 38 (t). Solo se completaron prototipos antes de que se cancelara el programa en septiembre de 1942.
Brückenleger auf Panzerkampfwagen II
Tras los intentos fallidos de utilizar el chasis del Panzer I como lanzapuentes, se utilizó el Panzer II como alternativa. Se desconoce cuántas conversiones se realizaron, pero al menos cuatro de ellas entraron en servicio en la 7.ª División Panzer en mayo de 1940.
Panzer II Ausf. J (Pz.Kpfw. IIJ)
El Panzer II Ausf. J fue la continuación del desarrollo del tanque de reconocimiento, que usaba el mismo concepto que el Panzer I F de la misma época, bajo la designación experimental de VK1601. Se añadió mayor blindaje, alcanzando los 80 mm en la parte frontal y 50 mm en los laterales y la parte posterior, con 25 mm en el bajo y techo, e incrementando el peso a 18 Tm. Se utilizó el mismo motor que tenía el Panzer I F, el Maybach HL 45 P, con una velocidad máxima de 31 km/h. Su armamento principal era un cañón de 20 mm KwK 38 L/55. Se fabricaron 22 unidades por MAN entre abril y diciembre de 1942, y siete fueron entregadas a la 12.ª División Panzer en el frente oriental.
Bergepanzerwagen auf Panzerkampfwagen II Ausf. J
Un único modelo del Ausf. J como vehículo blindado de recuperación.
Panzer II Ausf. M (Pz.Kpfw. IIM)
Usando el mismo chasis del Ausf. H, el Ausf. M tenía una torreta de mayor tamaño abierta, con un cañón de 50 mm Kwk39. Construido en agosto de 1942 por MAN, no entró en servicio.
Panzerkampfwagen II ohne Aufbau
A los Panzer II obsoletos se les eliminaron las torretas para que sirvieran como transportes para uso general en las fortificaciones. Cierta cantidad de chasis que no se convirtieron en cañones autopropulsados fueron usados en su lugar para transporte de equipo y personal por ingenieros.
Panzer Selbstfahrlafette 1c
Prototipo con un cañón Pak 38 de 50 mm. Se fabricaron dos unidades.
VK 1602 Leopard
No pasó de ser un prototipo, que sería utilizado como compañero del Ausf. L y armado con un cañón de 50 mm Kwk39.

### Desarrollos relacionados
- Marder II
- Sd.Kfz. 124 Wespe

### Secuencias de designación
- Panzer I · Panzer II · Panzer III · Panzer IV · Panzer V Panther · Panzer VI Tiger/Tiger B · Panzer VII Löwe · Panzer VIII Maus